# Protocetus
Protocetus is een geslacht van uitgestorven aquatische zoogdieren, dat voorkwam in het Midden-Eoceen.

## Beschrijving
Dit tweehonderdvijftig centimeter lange dier had een gestroomlijnd lichaam, dat al veel kenmerken van een walvis vertoonde. De voorpoten hadden de vorm van peddels, terwijl de achterpoten sterk gereduceerd waren. Aan de achterkant van het lichaam bevond zich een horizontaal geplaatste vissenstaart, die met een op- en neergaande beweging zorgde voor de voortbeweging. De kop was langwerpig met een smalle snuit. De kaken waren aan de voorkant bezet met scherpe tanden, waarmee prooien werden vastgepakt, terwijl de achterste tanden werden gebruikt om de gevangen prooi te versnijden. Het reukorgaan was goed ontwikkeld, maar speelde geen rol bij de jacht. Met de grote ogen kon het dier goed zien, maar het belangrijkste waren de verfijnde oren, die waren aangepast voor het registreren van geluiden onder water. Dit was echter niet te vergelijken met het echolocatiesysteem van de huidige walvissen.

## Leefwijze
Het voedsel van dit dier bestond hoofdzakelijk uit vis, die in ondiepe kustwateren werd gevangen.

## Vondsten
Resten van dit dier werden gevonden in Afrika en Azië, in het Middellandse Zeegebied.